# Леон Делакруа
Леон Фредерік Густав Делакруа (27 грудня 1867 , Сен-Жосс-тен-Ноде  — 15 жовтня 1929 , Баден-Баден, Баденська республіка ) – бельгійський державний і політичний діяч. До політичної діяльності мав юридичну практику та очолював Касаційний суд Бельгії з 1917 до 1918 року. За умов відновлення країни після Першої світової війни його було призначено на посаду прем’єр-міністра, яку обіймав з 1918 до 1920 року. 